# Giải FFCC cho quay phim xuất sắc nhất
Giải FFCC cho quay phim xuất sắc nhất là một giải của FFCC dành cho quay phim, được bầu chọn là xuất sắc nhất. Giải này được lập từ năm 1996.

## Các phim & người đoạt giải

### Thập niên 1990
| Năm  | Phim                   | Người quay phim   |
| ---- | ---------------------- | ----------------- |
| 1996 | The English Patient    | John Seale        |
| 1997 | L.A. Confidential      | Dante Spinotti    |
| 1998 | Saving Private Ryan    | Janusz Kamiński   |
| 1999 | Bringing Out the Dead  | Robert Richardson |
| 1999 | Snow Falling on Cedars | Robert Richardson |

### Thập niên 2000
| Năm  | Phim                                             | Người quay phim   |
| ---- | ------------------------------------------------ | ----------------- |
| 2000 | Crouching Tiger, Hidden Dragon (Wo hu cang long) | Peter Pau         |
| 2001 | The Man Who Wasn't There                         | Roger Deakins     |
| 2002 | Far from Heaven                                  | Edward Lachman    |
| 2003 | The Lord of the Rings: The Return of the King    | Andrew Lesnie     |
| 2004 | Hero (Ying xiong)                                | Christopher Doyle |
| 2005 | Brokeback Mountain                               | Rodrigo Prieto    |
| 2006 | Pan's Labyrinth (El laberinto del fauno)         | Guillermo Navarro |
| 2007 | The Assassination of Jesse James...              | Roger Deakins     |
| 2007 | No Country for Old Men                           | Roger Deakins     |
| 2008 | The Dark Knight                                  | Wally Pfister     |

Bản mẫu:FFCC Awards Chron